# Abellio (Libéraki)
Abellio est une œuvre de la sculptrice grecque Aglaé Libéraki située à Paris, en France. Il s'agit d'une sculpture en pierre conçue entre 1971 et 1973, placée dans le musée de la sculpture en plein air.

## Description
L'œuvre est une sculpture en pierre de Lavaux. Elle est composée de plusieurs formes géométriques. Sa base est une surface de section ovale, légèrement plus grande en bas qu'en haut. Une sphère est posée à son extrémité supérieure. Deux surfaces abstraites, courbes à l'extérieur et tronquées verticalement à l'intérieur, sont disposées de part et d'autre de la sphère. L'ensemble est symétrique par rapport à la verticale.
La sculpture est posée sur un socle de forme rectangulaire portant un cartel indiquant les noms de l'œuvre et de l'auteur, ainsi que la date de création.

## Localisation
La sculpture est installée dans le musée de la sculpture en plein air, un lieu d'exposition d'œuvres de sculpteurs de la seconde moitié du XXe siècle, dans le jardin Tino-Rossi, sur le port Saint-Bernard et le long de la Seine, dans le 5e arrondissement de Paris.

## Artiste
Aglaé Libéraki (née en 1923) est une sculptrice grecque.